# ژان کارلوس (بازیکن فوتبال، زاده ۱۹۹۶)
ژان کارلوس (انگلیسی: Jean Carlos Silva Rocha؛ زادهٔ ۱۰ مهٔ ۱۹۹۶) بازیکن فوتبال اهل برزیل است. وی به عنوان مهاجم برای باشگاه فوتبال راکو چنتستوخووا در لیگ برتر فوتبال لهستان بازی می کند. 

وی همچنین در تیم ملی فوتبال زیر ۲۰ سال برزیل بازی کرده‌است.